# Thyrosticta pauliani
Thyrosticta pauliani är en fjärilsart som beskrevs av Griveaud 1964. Thyrosticta pauliani ingår i släktet Thyrosticta och familjen björnspinnare. Inga underarter finns listade i Catalogue of Life.